# 幼児キリストの礼拝 (フィリッピーノ・リッピ)
『幼児キリストの礼拝』（ようじキリストのれいはい、伊: L'Adorazione del Bambino, 英: Adoration of the Child）は、イタリアの盛期ルネサンスの画家フィリッピーノ・リッピが1478年ごろに制作した絵画である。油彩。フィリッピーノ・リッピの初期の作品の1つで、師であるサンドロ・ボッティチェッリの強い影響がうかがえる。現在はフィレンツェのウフィツィ美術館に所蔵されている。

## 作品

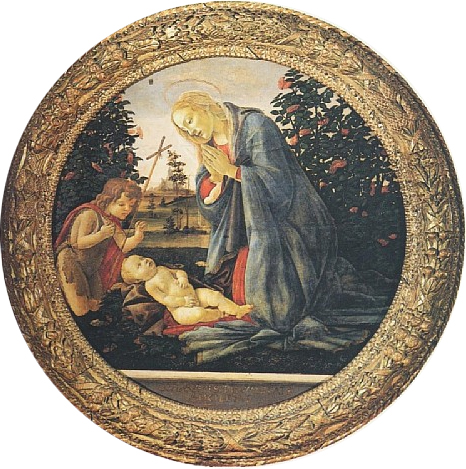
サンドロ・ボッティチェッリの1475年から1480年ごろの『幼児キリストを礼拝する聖母と洗礼者聖ヨハネ』。ピアチェンツァ市立美術館所蔵。

聖母マリアは晴天の下の草地にひざまずき、手を合わせて幼児イエス・キリストを礼拝している。幼児キリストは青色の布の上に仰向けに横わりながら、背中の下にある岩を背もたれにして身体を半ば起こし、両足を聖母の衣服の裾まで伸ばしている。彼らがいる草地は欄干で囲まれており、テラスの上に造られた人工の庭のような趣がある。欄干の向こう側には様々な樹木が生えた小川が流れる風景が広がっている。
構図は安定したピラミッド型をしており、三角形の頂点の位置にある聖母マリアの頭部が画面中央上部となるよう配置している。初期フィリッピーノ・リッピの作品の特徴としてボッティチェッリの影響が強く、ピアチェンツァ市立美術館に所蔵されているボッティチェッリの『幼児キリストを礼拝する聖母と洗礼者聖ヨハネ』（Madonna adorante il Bambino con San Giovannino, 1475年-1480年ごろ）と類似している。また草地に見られる草花の描写はボッティチェッリの『プリマヴェーラ』（Primavera）などと共通していることが指摘されている。その一方で欄干を越えて広がる風景はボッティチェッリの作品には見られない要素であり、15世紀後半までにフィレンツェでよく知られるようになっていた多数のフランドル絵画の影響とされている。
衣文表現は直線的であり、滑らかなグラデーションによって陰影表現と安定した量感を実現している半面、やや単調である。この点はフィリッピーノ・リッピの1482年以降の作品と比較するとかなり異なっている。それらの作品ではより丸みを帯びた大小の凹凸を重ねた衣文表現と、波立つように揺らめくハイライトを特徴としており、本作品ではこうした特徴が見られないため、フィリッピーノ・リッピがボッティチェッリの工房から独立し、師の作品に影響を受けながら自身の作風を模索していた1470年代後半まで制作年代をさかのぼらせることができる。しかし1480年代前半と考える研究者もおり、1470年代後半から1480年代半ばの間で見解が分かれている。
帰属についてはウフィツィ美術館収蔵当時からフィリッピーノ・リッピの作品とされており、少数の例外を除いて帰属が疑われたことはない。美術史家バーナード・ベレンソンは架空の画家アミーコ・ディ・サンドロに帰属した。

## 来歴
絵画は19世紀にシエーナ司教のラファエロ・ジーニ（Raffaello Zini, 1825年-1892年）によって所有されたことが知られているが、それ以前の来歴は不明である。ラファエロ・ジーニは死後、絵画をフィレンツェ出身の教区祭司であり文学者のジュゼッペ・マンニ（Giuseppe Manni）に遺贈し、ジュゼッペ・マンニはそれを1902年に当時ウフィツィ美術館の館長であったエンリコ・リドルフィに売却した。売却価格は37,000リラであった。